# José María Pérez Rubio
José María Pérez Rubio (Sevilla, 1835 - Manila,1894) fue un abogado, político y escritor español, diputado por Albacete y secretario general del Gobierno Provisional de la Federación Española que se constituyó en Cartagena el 27 de julio de 1873.
Participó en representación del Gobierno Provisional con los expedicionarios que de Murcia se dirigieron a Hellín para colaborar en su adhesión.